# 欧扎拉孔贝勒
欧扎拉孔贝勒（法語：Auzat-la-Combelle，法語發音：[oza la kɔ̃bɛl]）是法国多姆山省的一个市镇，属于伊苏瓦尔区。

## 地理
欧扎拉孔贝勒（45°27'8"N, 3°19'6"E）面积12.74 平方千米，位于法国奥弗涅-罗讷-阿尔卑斯大区多姆山省，该省份为法国中南部省份，北起阿列省接壤，东临卢瓦尔省，南至上盧瓦爾省和康塔爾省，西接科雷兹省和克勒兹省。
与欧扎拉孔贝勒接壤的市镇（或旧市镇、城区）包括：拉蒙日、布拉萨克莱米讷、博略、埃斯泰伊、瑞莫、诺内特-奥尔索内特。

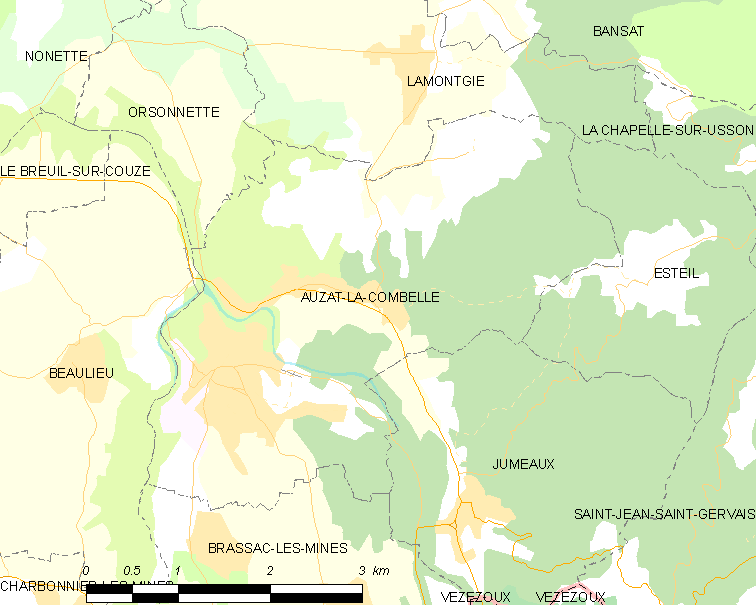
欧扎拉孔贝勒的OSM定位图

欧扎拉孔贝勒的时区为UTC+01:00、UTC+02:00（夏令时）。

## 行政
欧扎拉孔贝勒的邮政编码为63570，INSEE市镇编码为63022。

## 政治
欧扎拉孔贝勒所属的省级选区为布拉萨克莱米讷县。

## 人口

1962-2008年间欧扎拉孔贝勒人口变化图示

欧扎拉孔贝勒于2022年1月1日时的人口数量为1953人。